# مستخدم نهائي

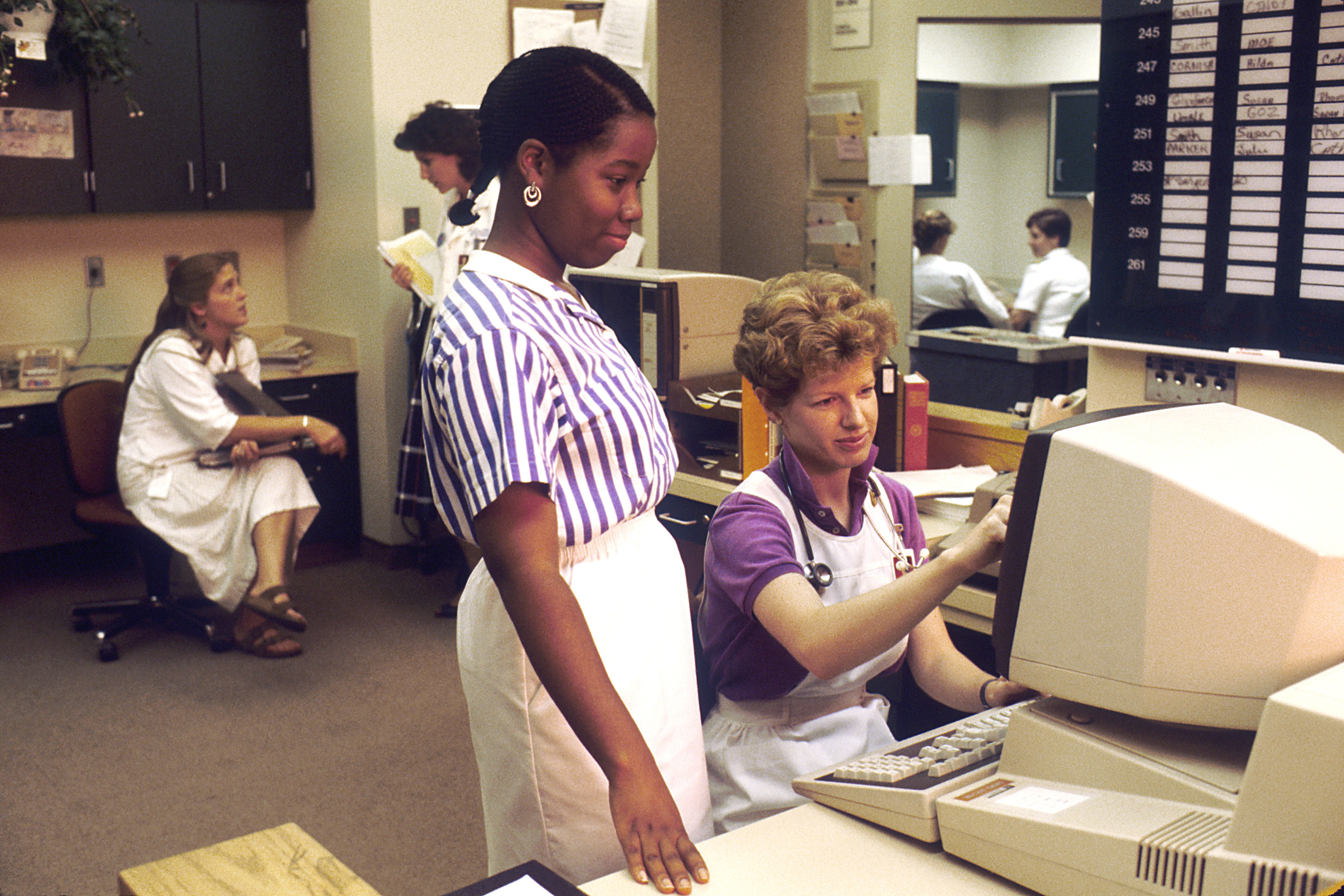
المُمرضات يُعتبرن مستخدمين نهائيين لنظم المعلومات.

في تطوير المنتج، المستخدم النهائي (بالإنجليزية: end user)‏ هو الشخص الذي يستخدم أو يقصد في النهاية استخدام المنتج. بمعنى آخر، هو المستهلك الحقيقي لمُنتج أو خدمة ما، فهو المستخدم النهائي للمنتج وليس بالضرورة الشخص الذي قام بعملية الشراء أو الاستخدام. يقف المستخدم النهائي على النقيض من المستخدمين الذين يدعمون المنتج أو يحافظون عليه، مثل مسؤولي النظام، ومسؤولي قواعد البيانات، وخبراء تكنولوجيا المعلومات، ومحترفي البرمجيات وفنيي الكمبيوتر. لا يمتلك المستخدمون النهائيون عادةً الفهم الفني أو مهارة مصممي المنتج، وهي حقيقة يسهل على المصممين نسيانها أو تجاهلها، مما يؤدي إلى ميزات غير مرضية عن العميل. في تكنولوجيا المعلومات، المستخدمون النهائيون ليسوا «عملاء» بالمعنى المعتاد، فهم عادةً موظفون لدى العميل. ويُستخلص من ذلك، أن المصطلح يستخدم لتمييز الشخص الذي سوف يعمل بالواقع مع السلعة أو الخدمة عن الأفراد المشاركين في المراحل الأخرى من الإنتاج والتوزيع. ويشكل الزبون أو المستخدم في النهاية جُزءً من مجموعة تُعرف باسم وحدة صنع القرار.